# 瓦列里·科尔尊
瓦列里·格里戈里耶维奇·科尔尊（俄语：Вале́рий Григо́рьевич Ко́рзун，1953年3月5日—）是俄罗斯已退役宇航员，曾两次前往太空，四次进行太空行走任务。

## 早年
1953年3月5日出生于苏联罗斯托夫州紅蘇林。1974年毕业于卡恰高等軍事航空學校，毕业后在苏联空军服役，历任飞行员，高级飞行员，空军中队指挥官。他能熟练驾驶6种飞机，累计飞行时间超过1500小时。1987年获得加加林空军学院授予的指挥官资格，同年入选加加林宇航员培训中心测试宇航员候选人。1987年12月开始接受基础航空飞行培训，1989年6月获得测试宇航员资格。

## 宇航员生涯
1991年5月20日至7月10日，他接受了“和平号空间站远征队”的专业培训。然而由于计划的改变和队员的重组，训练被迫终止。1991年10月至1992年3月，他作为“和平号空间站远征11”任务的备用人员接受了培训。1995年10月至1996年7月，他接受了俄美法“和平号空间站远征22”任务备用指挥长专门培训。后由于主指挥长生病，他被任命为该任务指挥长。

### EO-22
1996年8月17日至1997年3月2日，他担任“和平号空间站远征22”任务指挥长，在和平号空间站度过了196天17小时，期间一共进行了两次太空行走。

### 远征5
2002年6月5日21时23分，奋进号航天飞机从美国佛罗里达州肯尼迪航天中心发射升空，搭载着分别来自俄美法3个国家的7名机组人员，其中科尔尊和谢尔盖·特列晓夫、美国女宇航员佩吉·惠特森是远征5任务队员。
2002年10月11日，科尔尊等俄罗斯宇航员在空间站接受了俄罗斯联邦国家统计局的人口普查，他们填写了复印的人口普查表格，并回答了普查员的有关提问。这些表格最后会在博物馆展出。该普查是自1991年苏联解体以来俄罗斯的首次人口普查。

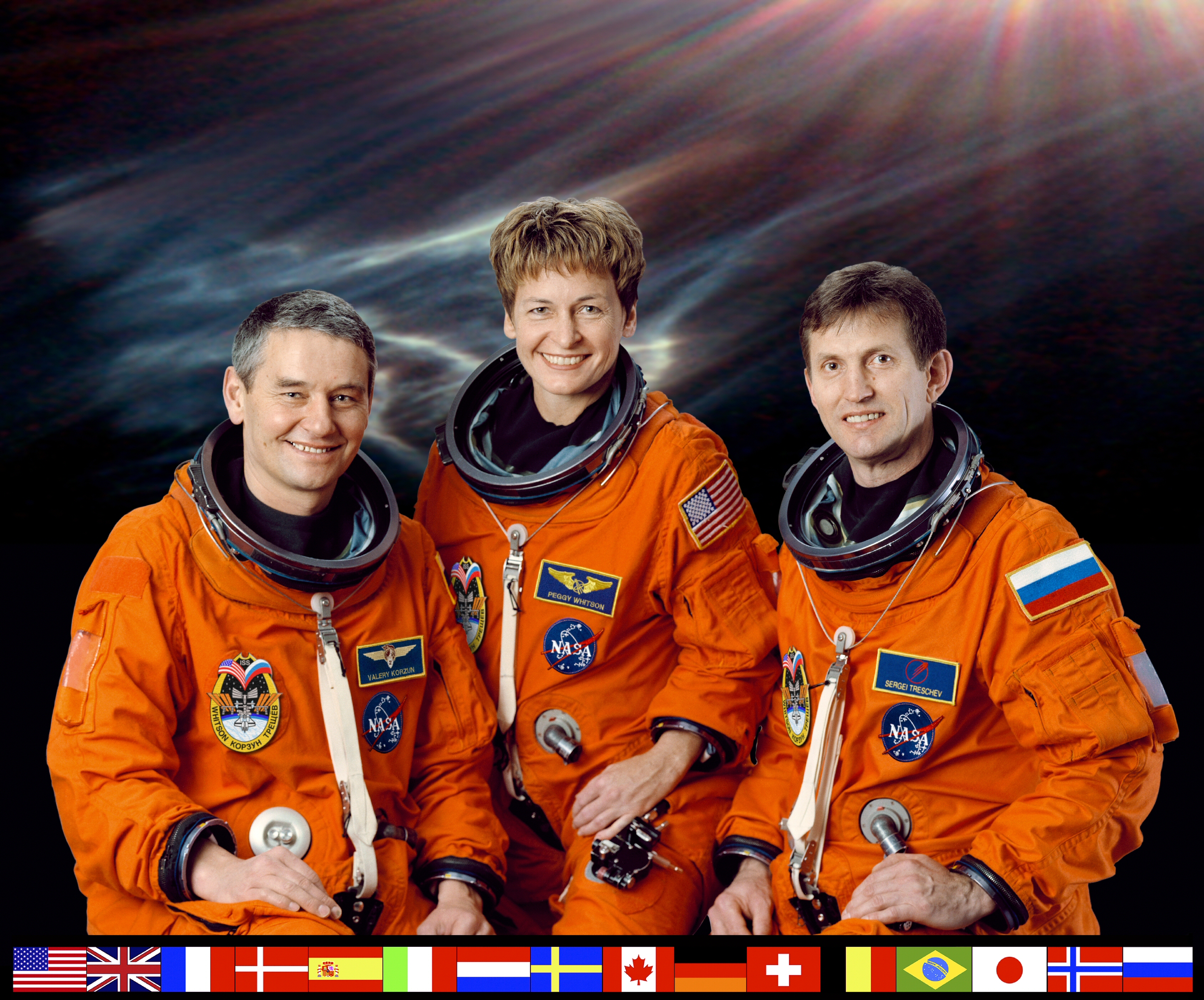
远征5队员

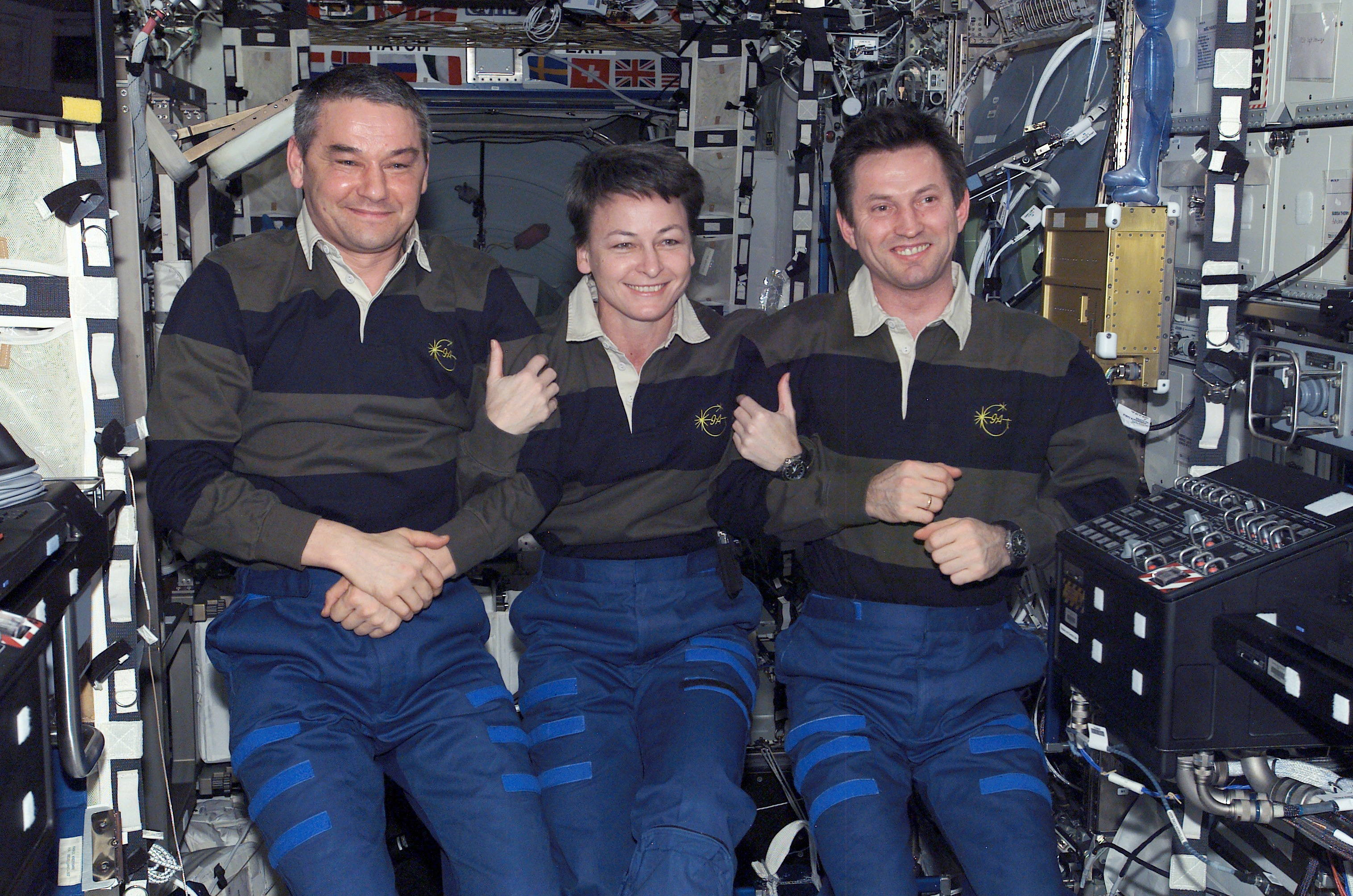
远征5队员

统计
| # | 发射载具               | 发射时间（UTC）       | 任务代号 | 着陆载具               | 着陆时间（UTC）       | 时长总计      | 舱外活动次数 | 舱外活动时长 |
| - | ---------------------- | --------------------- | -------- | ---------------------- | --------------------- | ------------- | ------------ | ------------ |
| 1 | 联盟TM-24              | 1996年8月17日13时18分 | EO-22    | 联盟TM-24              | 1997年3月2日6时44分   | 196日17时26分 | 2            | 12时33分     |
| 2 | 奋进号航天飞机 STS-111 | 2002年6月5日21时23分  | 远征5    | 奋进号航天飞机 STS-113 | 2002年12月7日19时37分 | 184日22时14分 | 2            | 9时46分      |
|   |                        |                       |          |                        |                       | 381日15时40分 | 4            | 22时19分     |

太空行走统计
| #      | 日期（UTC）   | 同伴            | 持续时长 |
| ------ | ------------- | --------------- | -------- |
| 1      | 1996年12月2日 | 亚历山大·卡莱利 | 5时57分  |
| 2      | 1996年12月9日 | 亚历山大·卡莱利 | 6时36分  |
| 3      | 2002年8月16日 | 佩吉·惠特森     | 4时25分  |
| 4      | 2002年8月26日 | 谢尔盖·特列晓夫 | 5时21分  |
| 总时长 | 总时长        | 总时长          | 22时19分 |

## 退役
2003年9月9日，他被任命为加加林宇航员培训中心首席副主任。2011年升任部门主任。

## 荣誉
- 二级服役优秀奖章（苏联）
- 开展全俄人口普查功绩奖章
- 美國宇航局太空飛行獎章

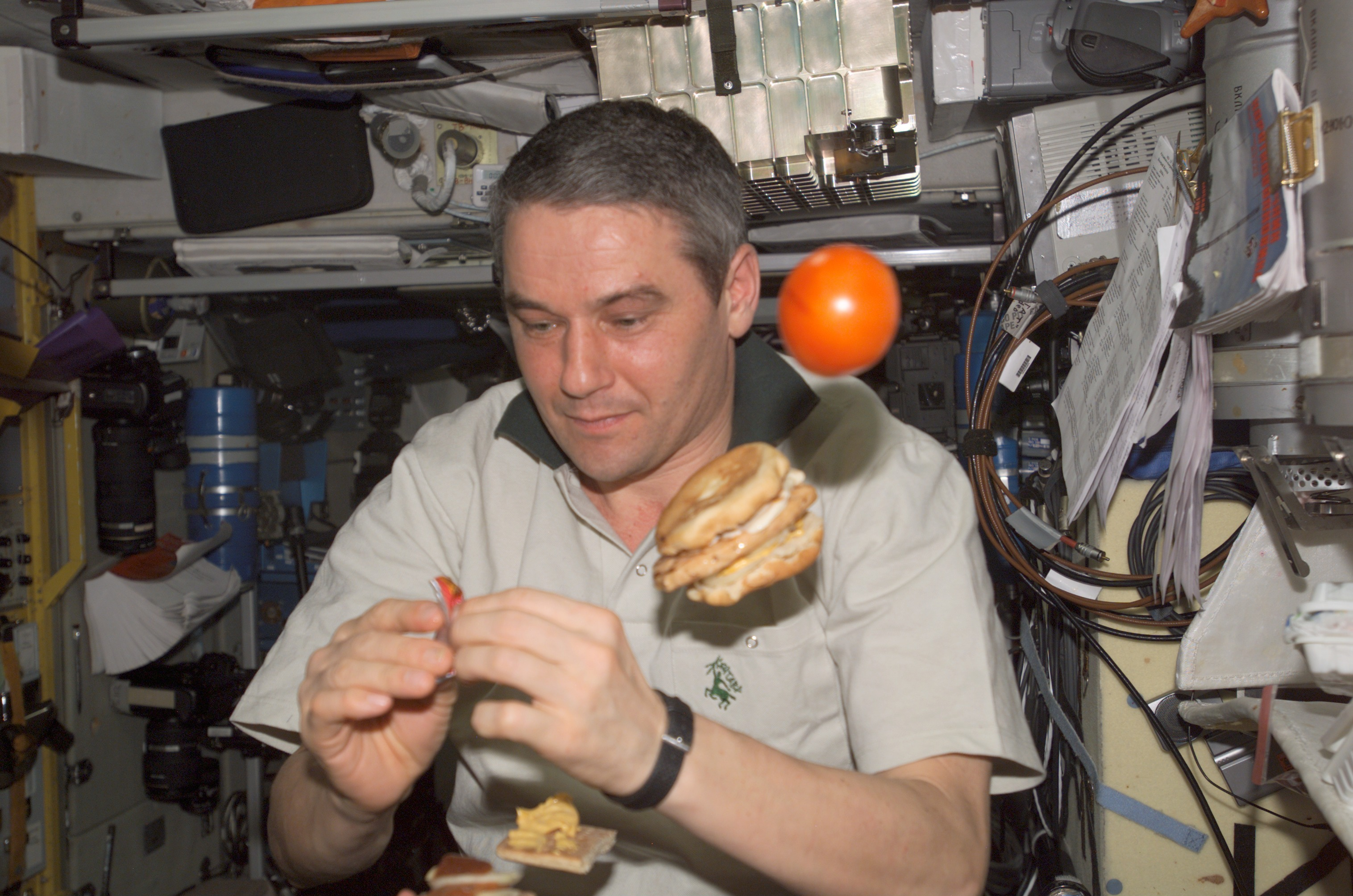
科尔尊与漂浮的食物

- 俄罗斯联邦宇航员和俄罗斯联邦英雄（1997年）
- 法國榮譽軍團勳章军官勋位（1997年）
- 四级“祖国功勋”勋章（2004年）
- 太空探索优异奖章（2011年）[9]
- 比利時皇冠指挥官勋章（2011年）[10]